# レナード・プルークネット

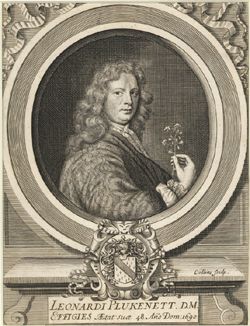
レナード・プルークネット

レナード・プルークネット（Leonard Plukenet、1642年1月 - 1706年7月6日）は、イギリスの植物学者である。

## 生涯
イングランド女王、メアリー2世に雇われ、ハンプトン・コート宮殿の庭園で働き、珍しい植物を集めるのに貢献した。後に王室植物官(Royal Professor of Botany)に任じられた。1688年に出版されたジョン・レイの『植物史』（"Historia Plantarum"）の第2巻の出版に協力し、1691年から出版を始めた4巻の著書、『薬草誌』（"Phytographia"）で多くの新種や稀少植物を紹介した。アメリカの植物学者、ジョン・バニスターの2700以上の新大陸の植物の図を引用した。リンネによってプルークネットの仕事は高く評価された。プルークネットが没すると、協力者とともに集めた約8,000にのぼる植物標本は、ノリッジの司教に購入された後、1710年にハンス・スローンの物となり、後にロンドン自然史博物館のコレクションの一部となった。
トウダイグサ科の科の名前、Plukenetiaに献名されている。

## 著書の図版

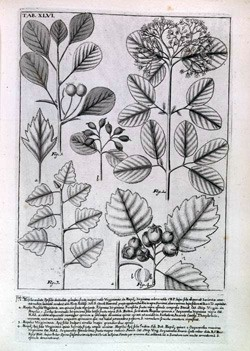
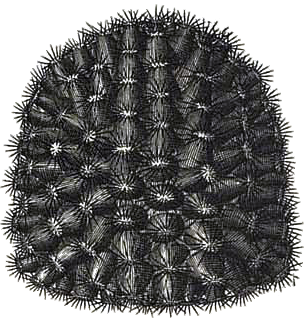
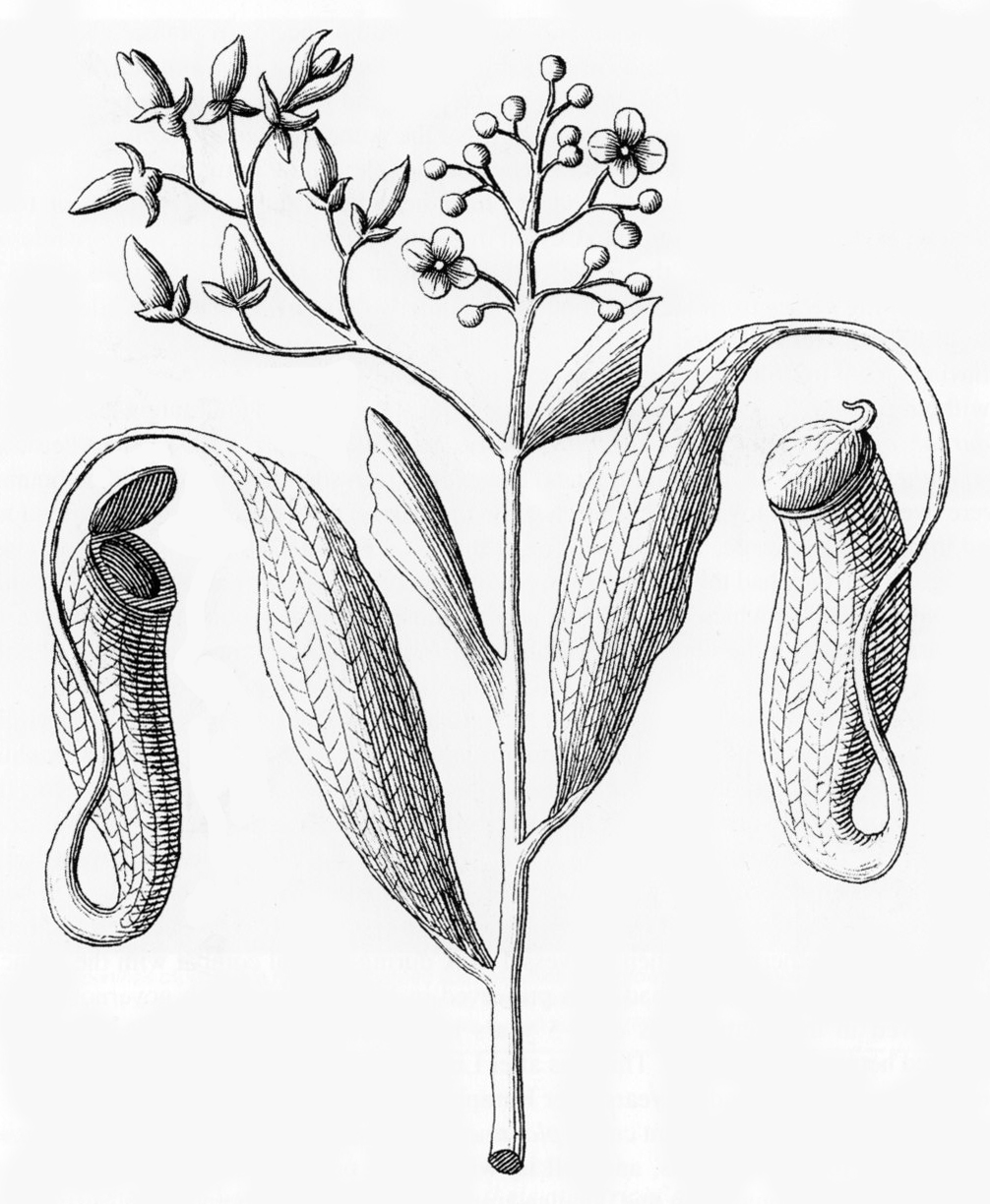

## 著書
- Phytographia, sive stirpium illustriorum & minus cognitarum icones. 1691–1692.
- Almagestum botanicum sive Phytographiae Pluc'netianae Onomasticon Methodo Syntheticâ digestum. 1696 (online).
- Almagesti botanici mantissa. 1700 (online).
- Amaltheum botanicum. 1705 (online).
- Opera Omnia Botanica. 6 Bände, 1691–1705.